# 995년

## 연호
- 북송(北宋) 지도(至道) 원년
- 요(遼) 통화(統和) 13년
- 일본(日本) 쇼랴쿠(正暦) 6년 / 조토쿠(長徳) 원년
- 전 레 왕조(前黎朝) 응티엔(應天) 2년

## 기년
- 북송(北宋) 태종(太宗) 20년
- 요(遼) 성종(聖宗) 14년
- 고려(高麗) 성종(成宗) 14년
- 전 레 왕조(前黎朝) 대행제(大行帝) 16년

## 사건
- 고려의 사헌대가 어사대로 개편하였다. 고려는 지방행정구역을 십도(十道), 즉, 관내도(關內道)·중원도(中原道)·하남도(河南道)·영남도(嶺南道)·영동도(嶺東道)·산남도(山南道) ·강남도(江南道)·해양도(海陽道)·삭방도(朔方道)·패서도(浿西道)로 개편하였다.(→고려의 행정 구역)

## 탄생
- 크누트 대왕: 잉글랜드와 덴마크, 노르웨이의 왕이며 슬레스비와 포메른의 통치자.